# Maroc aux Jeux olympiques d'hiver de 2014
Vous lisez un « bon article » labellisé en 2014.
La participation du Maroc aux Jeux olympiques d'hiver de 2014 à Sotchi en Russie, du 7 au 23 février 2014, constitue la sixième participation du pays à des Jeux olympiques d'hiver. La délégation marocaine est représentée par deux jeunes athlètes en ski alpin : Adam Lamhamedi, également porte-drapeau du pays lors de la cérémonie d'ouverture de ces Jeux, ainsi que la skieuse Kenza Tazi.
Le Maroc fait partie des nations qui ne remportent pas de médaille durant ces Jeux olympiques. Les sportifs inscrits en ski alpin terminent respectivement 47e et 62e des slaloms géants masculin et féminin. Le meilleur résultat de la délégation est une place de 45e en slalom féminin tandis qu'à l'épreuve masculine, le skieur marocain ne parvient pas à terminer la course.

## Délégation

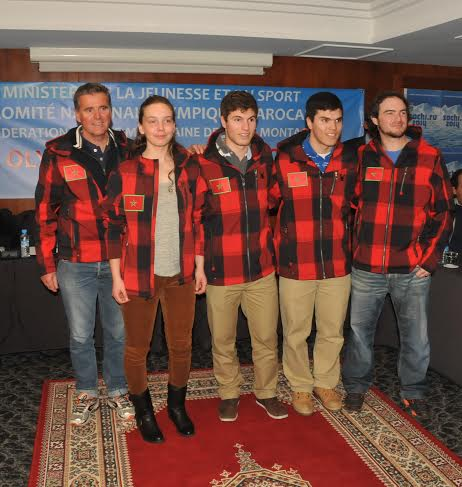
Les membres de la délégation marocaine. De gauche à droite : Rémi Poccard, Kenza Tazi, Adam Lamhamedi, Sami Lamhamedi et Martin Côté.

La délégation marocaine est composée de sept personnes et est conduite par Essaidi Bennaceur, président délégué de la Fédération royale marocaine de ski et montagne. Elle comprend en outre les skieurs Adam Lamhamedi, Kenza Tazi et Sami Lamhamedi, le frère d'Adam, sélectionné comme remplaçant. Les deux entraîneurs, le Canadien Martin Côté, responsable de l'équipe masculine, et le Français Rémi Poccard-Marion, responsable de l'équipe féminine, complètent la délégation, qui quitte le Maroc en direction de Sotchi le 4 février.
L'unique représentant du Maroc aux Jeux olympiques d’hiver de 2010, Samir Azzimani, tente de se qualifier en ski de fond après avoir disputé les épreuves de ski alpin lors des Jeux précédents. Après s'être entraîné notamment en traversant le Maroc en rollerski, et alors que sa participation est envisagée à un mois de l'ouverture de ces Jeux olympiques, il n'obtient cependant pas les résultats suffisants pour obtenir un quota,.
Le tableau suivant indique le nombre de sportifs marocains inscrits dans chaque discipline :
| Sport     | Discipline | Hommes | Femmes | Total |
| --------- | ---------- | ------ | ------ | ----- |
| Ski       |            |        |        |       |
| Ski alpin | 1          | 1      | 2      |       |
| Total     | Total      | 1      | 1      | 2     |

## Cérémonies d'ouverture et de clôture
Le Maroc fait partie, avec le Togo et le Zimbabwe, des trois pays d'Afrique participant à ces Jeux . Le chef du gouvernement Abdel-Ilah Benkiran, ainsi que le ministre de la Jeunesse et des Sports Mohammed Ouzzine, représentent le Maroc lors de cérémonie d'ouverture,.
Comme cela est de coutume, la Grèce, berceau des Jeux olympiques, ouvre le défilé des nations, tandis que la Russie, en tant que pays organisateur, ferme la marche. Les autres pays défilent dans l'ordre alphabétique de la langue de la nation organisatrice, en l'occurrence le russe,. Le Maroc est la 45e des 88 délégations à entrer dans le stade olympique Ficht de Sotchi, au cours du défilé des nations durant la cérémonie d'ouverture, après Malte et avant le Mexique. Le porte-drapeau du pays est le skieur Adam Lamhamedi,.
La cérémonie de clôture a lieu également au stade olympique Ficht. Les porte-drapeaux des différentes délégations entrent ensemble dans le stade olympique. Le drapeau du Maroc est porté par le skieur Adam Lamhamedi.

## Ski alpin

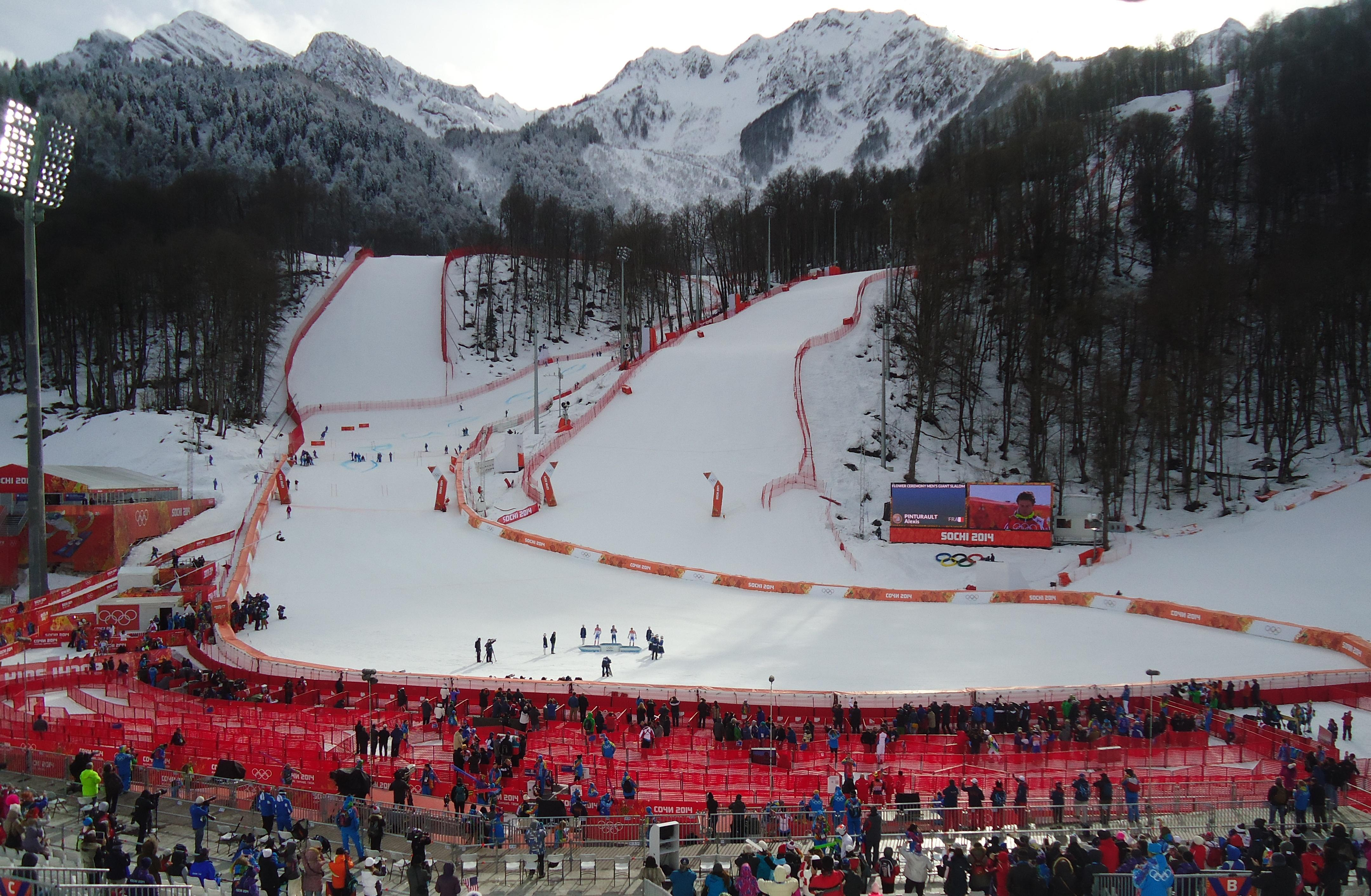
Rosa Khutor, la piste pour les épreuves de ski alpin.

Le Maroc aligne deux représentants lors des épreuves du ski alpin à ces Jeux olympiques. Il s'agit des skieurs Adam Lamhamedi et Kenza Tazi.
Adam Lamhamedi, skieur de 18 ans, natif de Charlesbourg (Québec), possédant la double nationalité maroco-canadienne et membre de Skibec alpin, a notamment été médaillé d'or aux Jeux olympiques de la Jeunesse à Innsbruck en 2012. Il est aidé par un programme destiné aux sportifs de haut niveau soutenu par le gouvernement marocain et son comité olympique. Prenant part aux Jeux olympiques d'hiver pour la première fois, il dispute l'épreuve du slalom géant le 19 février et celle du slalom le 22 au centre alpin de Rosa Khutor. Son jeune frère, Sami, qui envisageait également de participer aux Jeux olympiques en ski alpin, y parvient en obtenant le poste de remplaçant.
La skieuse Kenza Tazi, native de Boston aux États-Unis, a commencé le ski à l'âge de trois ans et a découvert cette discipline dans les Alpes. Alors inscrite au programme sports-études près d'Albertville et également âgée de 18 ans, elle devient la plus jeune athlète marocaine à participer aux Jeux olympiques d’hiver 
. Elle dispute l'épreuve du slalom géant le 18 février et celle du slalom le 21 au centre alpin de Rosa Khutor.

### Qualification
Trois-cent-vingt places sont attribuables en ski alpin lors des Jeux olympiques de Sotchi, dans la limite de vingt-deux athlètes par nation. La période de qualification régie par la Fédération internationale de ski (FIS) s'étale entre juillet 2012 et le 19 janvier 2014. Le ski alpin comprend des épreuves techniques (slalom et slalom géant) et des épreuves de vitesse (descente, super-géant et super-combiné). Pour pouvoir se qualifier, l’athlète doit au préalable avoir au maximum 140 points FIS olympiques aux épreuves techniques et moins de 80 points FIS aux épreuves de vitesse. Les points FIS olympiques équivalent à la moyenne des points gagnés en compétition par l'athlète, en se limitant à cinq résultats pour les épreuves techniques et seulement trois pour les épreuves de vitesse. Les athlètes sont classés par ordre croissant de points pour chaque épreuve, et les 500 premiers sont considérés comme potentiellement admissibles (« catégorie A »), dans un maximum de quatre par nation en fonction du nombre de sportifs en catégorie A et de leur rang. Si une nation a moins de deux athlètes en catégorie A, il lui est possible d'obtenir un quota de base d'un homme et d'une femme, à condition qu'ils aient au maximum 140 points FIS dans les épreuves techniques (« catégorie B »).
Selon ces règles, le Maroc a obtenu un quota de deux athlètes. Adam Lamhamedi a été sélectionné en étant classé dans la catégorie A, une première pour un Africain aux Jeux d'hiver dans les épreuves de skis alpins,. Pour se qualifier, il a participé à plusieurs compétitions, notamment au Canada, aux États-Unis et au Chili. Kenza Tazi complète la sélection marocaine (catégorie B),. Pour se qualifier, elle a participé à plusieurs compétitions, principalement en France.

### Résultats

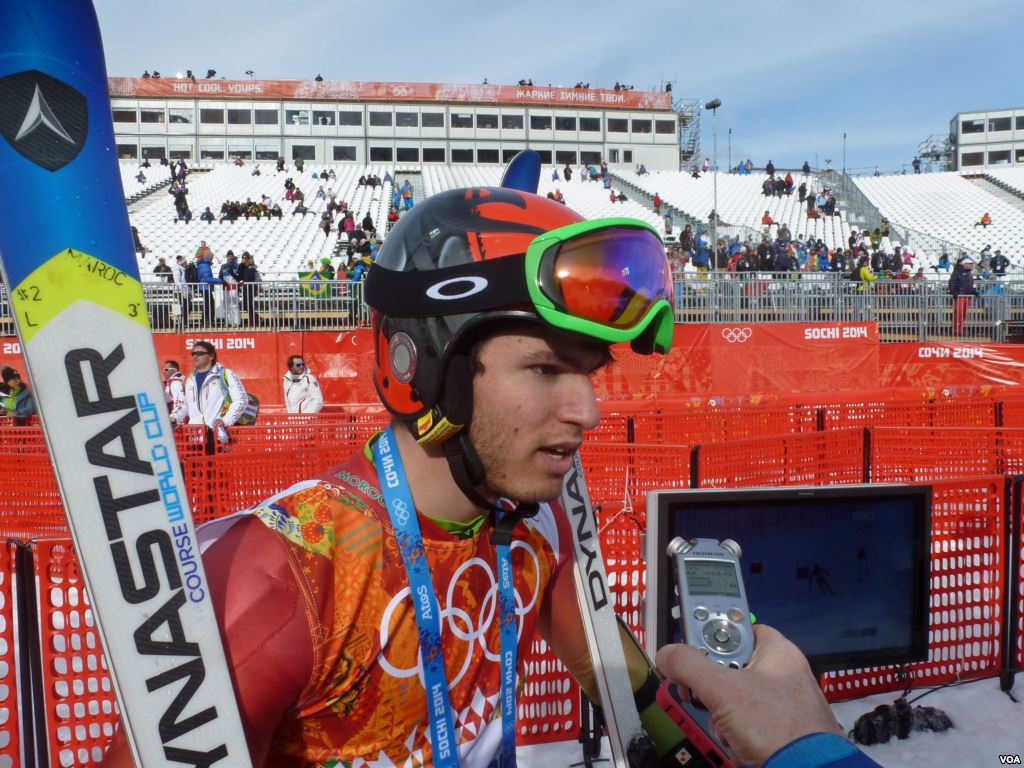
Adam Lamhamedi après l'épreuve du slalom géant.

Le 19 février, Adam Lamhamedi, qui porte le dossard no 64 lors de l'épreuve de slalom géant, termine la première manche avec un temps de 1 min 29 s 27 et se classe temporairement à la 51e place,. Il concède ainsi un retard de 8 s 19 sur le premier, l'Américain Ted Ligety. Il obtient la 48e place de la seconde manche avec un temps de 1 min 29 s 96,. À l'issue des deux manches, il se classe au 47e rang sur les 109 skieurs ayant pris le départ. Il affiche un temps total de 2 min 59 s 23, ce qui lui vaut un retard de 13 s 94 sur Ligety, champion olympique. Il se classe ainsi devant l'autre concurrent africain, le Zimbabwéen Luke Steyn, qui termine à la 57e place de l'épreuve. Le résultat de Lamhamedi est meilleur que celui de son compatriote Samir Azzimani, qui a terminé en 74e position dans la discipline aux Jeux olympiques d'hiver de Vancouver en 2010. Adam Lamhamedi déclare après la compétition : « Je suis fier de mon parcours en slalom géant. ».
Le 22 février, Adam Lamhamedi, qui porte le dossard no 87 lors de l'épreuve du slalom, réalise un premier temps intermédiaire de 54 s 47 durant la première manche, se classant temporairement à la 51e place. Il est disqualifié après avoir raté une porte à mi-parcours dans la deuxième manche. Cette épreuve est finalement remportée par l'Autrichien Mario Matt,.
| Skieur         | Épreuves     | Manche 1                | Manche 1 | Manche 2                | Manche 2 | Total                    | Total |
| Skieur         | Épreuves     | Temps                   | Rang     | Temps                   | Rang     | Temps                    | Rang  |
| -------------- | ------------ | ----------------------- | -------- | ----------------------- | -------- | ------------------------ | ----- |
| Adam Lamhamedi | Slalom géant | 1 min 29 s 27 (+8 s 19) | 51e      | 1 min 29 s 96 (+6 s 77) | 48e      | 2 min 59 s 23 (+13 s 94) | 47e   |
| Adam Lamhamedi | Slalom       | 54 s 47 (+7 s 77)       | 51e      | DNF                     | DNF      | —                        | —     |

Kenza Tazi, qui porte le dossard no 86 lors de l'épreuve, est la 86e des 90 concurrentes engagées à s'élancer dans le slalom géant. Tazi est classée 69e après la première manche, avec un temps de 1 min 35 s 27, soit un retard de 17 s 39 sur la première de la course,, et 61e après la deuxième manche, avec un temps de 1 min 34 s 52,. Elle termine à la 62e position avec un temps de 3 min 9 s 79 soit un retard de 32 s 92 sur la championne olympique slovène Tina Maze. Elle se classe juste après l'autre athlète africaine, la Togolaise Alessia Dipol.
Lors de l'épreuve de slalom du 21 février, Tazi porte le dossard no 82. Dans la première manche, elle obtient un temps de 1 min 10 s 19, se classant 66e. Elle obtient la 45e place dans la deuxième manche en réalisant un meilleur temps que dans la précédente : 1 min 6 s 96. À l'issue des deux manches, elle se place au 45e rang avec un temps total de 2 min 17 s 15, loin derrière l'Américaine Mikaela Shiffrin qui termine à la première place avec un temps total de 1 min 44 s 57,.
| Skieuse    | Épreuves     | Manche 1                 | Manche 1 | Manche 2                 | Manche 2 | Total                    | Total |
| Skieuse    | Épreuves     | Temps                    | Rang     | Temps                    | Rang     | Temps                    | Rang  |
| ---------- | ------------ | ------------------------ | -------- | ------------------------ | -------- | ------------------------ | ----- |
| Kenza Tazi | Slalom géant | 1 min 35 s 27 (+17 s 39) | 69e      | 1 min 34 s 52 (+16 s 62) | 61e      | 3 min 9 s 79 (+32 s 92)  | 62e   |
| Kenza Tazi | Slalom       | 1 min 10 s 19 (+17 s 57) | 56e      | 1 min 6 s 96 (+15 s 85)  | 45e      | 2 min 17 s 15 (+32 s 61) | 45e   |

## Aspects extra-sportifs
Au Maroc, les Jeux olympiques de Sotchi ne sont diffusés par aucune chaîne de télévision nationale. Les Marocains peuvent suivre les épreuves olympiques en regardant en clair les chaînes françaises du groupe France Télévisions et les chaînes de l'Arab States Broadcasting Union, ainsi que sur le câble et le satellite sur le réseau d'Eurosport.